# Circuito Fiesta
El Circuito Fiesta es una red de emisoras de radio de Venezuela con base en Caracas, que forma parte del Circuito FM Center. Está orientado al Salsa y Música Latina, programas informativos y de opinión.

## Disponibilidad

### Señal FM
El Circuito Fiesta transmite de forma analógica por radio terrestre en toda Caracas en la frecuencia 106.5 de la banda FM y en las otras 12 ciudades de Venezuela por la banda FM.

### Televisión por Satélite
El Circuito Fiesta transmite en la televisión por satélite a través de su emisora matriz en SimpleTV en el canal 985 en todos los 5 planes de pago (Plan Básico, Plan Byte, Plan Mega, Plan Giga y Plan Tera) a través de dicha cableoperadora.

### Señal en Línea
El Circuito Fiesta dispone una señal en directo a través de su página web que emite en toda Venezuela y el mundo, también está disponible a través de la app de Fiesta 106.5 FM Center para Android en Google Play, y iOS, iPhone y iPad en App Store.

## Frecuencias
- 106.5 MHz (Caracas) (Señal Matriz)
- 106.1 MHz (Maracay)
- 105.9 MHz (Acarigua/Araure)
- 105.9 MHz (La Grita)
- 102.1 MHz (Maturín)
- 101.9 MHz (Puerto Píritu)
- 98.7 MHz (San Antonio del Táchira)
- RadioCanal 98.3 MHz (Guarenas/Guatire)
- 98.1 MHz (Ciudad Bolívar)
- La Perla del Tuy 96.5 MHz (Cúa)
- 94.9 MHz (Puerto Ordaz)
- Cardenales 92.1 MHz (Barquisimeto)
- 89.1 MHz (Barcelona/Puerto La Cruz)